# Eta Sagittarii
Eta Sagittarii (Sagittarii) és una estrella a la constel·lació del Sagitari. Té una ascensió recta de 18h 17m 37.73s i una declinació de −36° 45′ 40.6″. La seua magnitud aparent és de 3.10. Considerant la seua distància de 149 anys llum en relació amb la Terra, la seua magnitud absoluta és igual a −0,20. Pertany a la classe espectral M2III. És una estrela variable irregular.